# Dzelarhons
Dzelarhons (Dzalarhons; engleski: Volcano Woman) je planinski duh u mitologiji naroda Haida. Ona vlada stvorenjima na zemlji i kažnjava svakoga tko ih zlostavlja. Ona je i lik u pričama o seobi plemena Haida preko Aleutskih otoka. Stigla je s mora sa šest kanua ljudi i udala se za boga medvjeda Kaitija.
Također je poznata i kao Djilaqons, princeza žaba i predak je klana Orlova, a živi u vodi. Budući da ju je neki ribar uvrijedio, zapalila je požar koji je spalio njihovo selo. Nakon požara, izašla je iz vode kako bi otpjevala žalobnu pjesmu i otkrila jedinu ženu koja je preživjela, Yelukxinang. Dzelarhons imenuje Yelukxinang majkom klana Orlova.
Po njoj prozvana je na Veneri planina Dzalarhons Mons.